# Malaca holandesa
Malaca holandesa (1641–1825) fou una colònia holandesa que va significar el període més llarg en que Malaca va estar sota control estranger. Els holandesos van governar gairebé 183 anys amb una ocupació britànica durant les Guerres napoleòniques (1795–1818).
Aquesta era fou de pau relativa amb escassa interrupció dels regnes malais a causa de la comprensió anteriorment forjada entre els holandès i el sultanat de Johor el 1606. Aquest temps també marca la decadència de la importància de Malaca (ciutat). Els holandesos van preferir Batavia (moderna Djakarta) com el seu centre econòmic i administratiu a la regió i el seu control de Malaca era per impedir la pèrdua de la ciutat a mans d'altres poders europeus i la subsegüent competència que naturalment vindria amb ell. Així al segle xvii, Malacca va deixar de per ser un port important i el sultanat de Johor esdevenia el poder local dominant a la regió, a causa de l'obertura dels seus ports i l'aliança amb els holandesos.

## Conquesta holandesa de la Malaca portuguesa

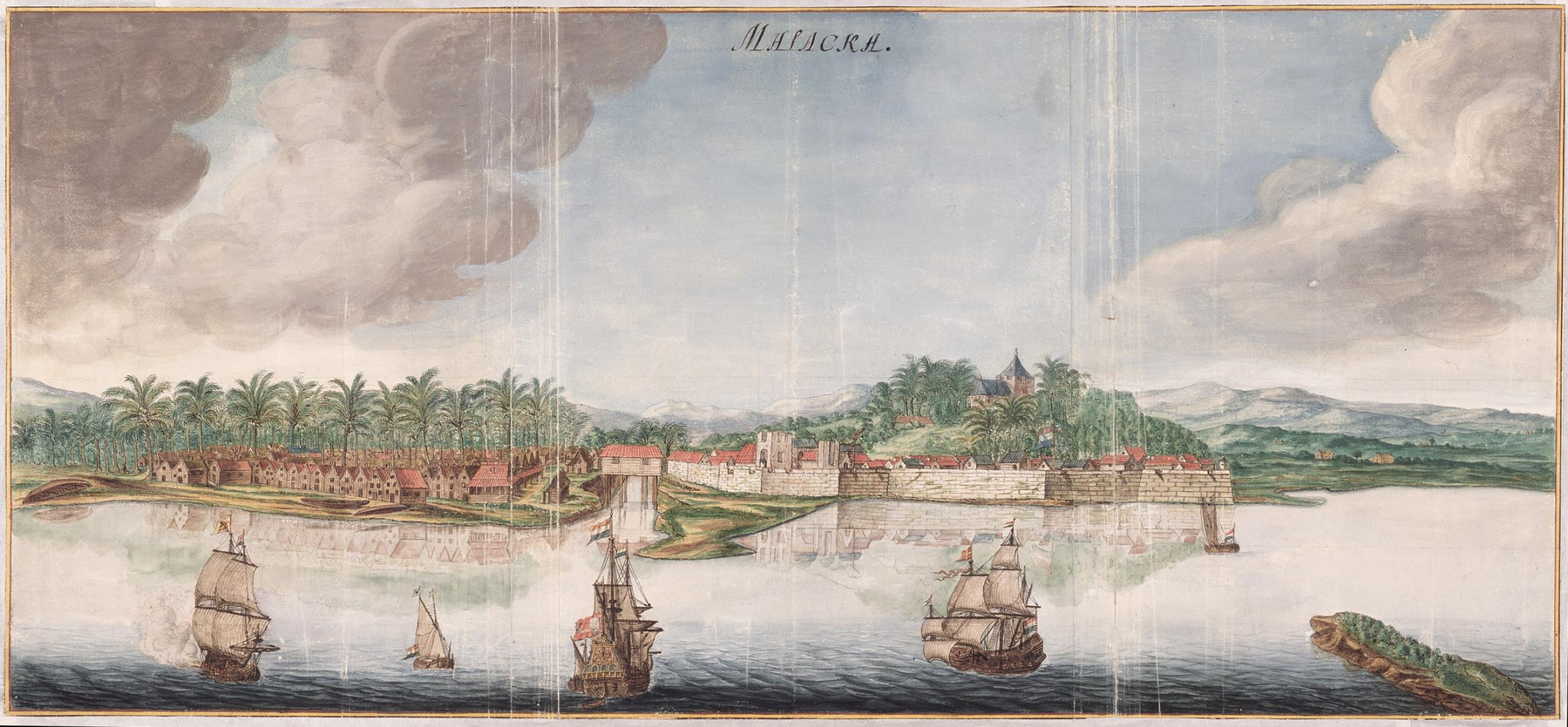
Malaca holandesa vers 1665.

A principis del segle XVII la Companyia Holandesa de les Índies Orientals (neerlandès: Verenigde Oostindische Compagnie, VOC) va començar la campanya per destruir el poder portuguès a l'Est. En aquell temps, els portuguesos havien transformat Malaca en una inexpugnable fortalesa (la Fortaleza de Malaca), controlant accés als braços de mar de l'Estre de Malaca i el comerç d'espècies. Els holandesos començaren per llançar petites incursions i enfrontaments menors contra els portuguesos. El primer intent seriós fou el setge de Malaca el 1607 per la tercera flota de VOC de la República holandesa amb onze vaixells, sota l'almirall Cornelis Matelief de Jonge que va dirigir a la batalla naval de Cap Rachado. Tot i que els holandesos foren derrotats, la flota portuguesa de Martim Afonso de Castro, el virrei de Goa, va patir fortes pèrdues i la batalla va consolidar l'aliança concertada el 1606 dels holandesos amb les forces del sultanat de Johor i més tard damunt amb el sultanat d'Aceh.
Els holandesos amb els seus aliats locals, van assaltar i ocupar Malaca als portuguesos el 14 de gener de 1641. Aquest esforç combinat entre els holandesos i Johor va poder destruir eficaçment el darrer baluard del poder portuguès, eliminant la seva influència en el arxipèlag Malai. Per l'acord amb Johor de 1606, els holandesos van agafar control de Malaca i van acordar no ampliar o conquerir territoris a costa dels regnes malais.

## La colònia
Després de la conquesta els holandesos van signar acords de comerç amb diversos estats de la península Malaia per obtenir estany: amb Kedah el 1642, amb Ujung Salang el 1643, amb Bangkeri el 1645 i sobretot amb Perak on el mateix 1641 els holandesos ja van intentar monopolitzar el comerç d'estany i espècies influint en el sultà Muzaffar Syah, si bé aleshores van fracassar; no van tardar a dirigir-se a Sultanah Tajul Alam Safiatuddin, el sultà d'Aceh, per demanar permís per comerciar a Perak, el que va obligar el sultà d'aquest estat a signar un tractat permetent als holandesos construir una factoria a Kuala Perak el 15 d'agost de 1650, cosa que va desagradar a l'aristocràcia de Perak. El 1651 el Temenggung i (el cap de la policia i de seguretat del sultà) i la població de Perak van atacar i van destruir la factoria holandesa. Els holandesos es van veure obligats a abandonar la seva base a Perak; van enviar allí un representant el 1655 per renovar el conveni anterior i reclamar una indemnització per la pèrdua de la seva planta però el govern de Perak no va complir el tractat i, per tant, fou atacat pels holandesos; en represàlia, Perak, Aceh, i Ujung Salang, van llançar un atac sorpresa contra els holandesos que finalment es van retirar; el 1661 també van evacuar la factoria de Ujung Salang.
Per llavos ja s'havia construït feia poc l'edifici anomenat Stadthuys, com a centre administratiu i residència del governador però a partir de la dècada del 1660 el comerç holandès va començar a decaure i les relacions amb els estats malais van empitjorar. En 1670, els holandesos van tornar a Perak per construir Kota Kayu, ara conegut com a Kota Belanda ("Fortalesa Holandesa"), a l'illa de Pangkor (Pulau Pangkor o Teluk Gudung). Perak va acceptar la construcció a causa de la notícia que el Regne de Siam voldria atacar l'estat. Els holandesos van establir a la dècada del 1670 una factoria a Bengkalis, a la desembocadura del riu Siak (a Sumatra) des de on van controlar el comerç d'estany. La factoria es va dir Siak. Els holandesos i portuguesos barrejats amb gent del país (coneguts com a freeburghers) tenia el control d'aquest comerç i les taxes allí recollides eren la part principal dels ingressos holandesos a Malaca. El 1685, Perak va atacar un cop més als holandesos a l'illa de Pangkor, obligant-los a retirar-se i tancar la seva factoria (que no recuperaran fins al 1746). Els holandesos van tractar de negociar un nou tractat, però van fracassar.
La prosperitat de Malaca es basava en el lliure comerç i com que la VOC buscava el monopoli, el comerç va entrar en decadència. L'obertura del port de Riau al comerç general per part del sultà de Johore, va afectar negativament al comerç de Malaca, que progressivament fou ignorada pels mercaders. El 1700 el comerç de Riau sobrepassava en molt el comerç de Malaca. La VOC va mantenir l'aliança amb Johore tot i les queixes de Malaca, ja que el poder del sultanat es veia com a garantia del comerç regional. Va circular repetidament el rumor que els holandesos volien abandonar Malaca, però mai va passar, ja que estava situada en un punt estratègic i calia evitar la caiguda en mans d'alguna altra potència europea. La guarnició holandesa a Malaca fou gairebé sempre de només uns 500 soldats.
El 1710 es va construir l'església de Sant Pere, la més antiga de les que encara funcionen a Malàisia. A la dècada del 1720 van aparèixer un nou poder: els bugis, l'ètnica principal de la costa sud-oest de les Celebes; quan els holandesos van conquerir el sultanat de Makassar, un bon nombre de bugis van emigrar cap a Malaca (entre 1710 i 1720). El 1722 els bugis es van apoderar de Riau i tot el sultanat de Johore i van desenvolupar el port de Riau i el nou port de Selangor al nord de Malaca.
El 1746 el sultà de Johore va donar el regne de Siak als holandesos com un regal i el mateix any es van fer acord amb els estats peninsulars de Perak (on el fort holandès fou restablert però fou traslladat el 1747 a Tanjung Putus), Nanning i Rembau. Va tornar una certa prosperitat però els bugis eren un desafiament constant; el su cap, Daeng Kamboja va establir la seva base principal a Linggi i del octubre de 1756 al juliol de 1757 va assetjar la Malaca holandesa. El febrer de 1757 van arribar reforços des de Batavia i els bugis es van haver de retirar; llavors els holandesos van construir un fort a la desembocadura del riu Linggi al que van anomenar Fort Philippa (avui Kota Linggi) per la filla del governador holandès Jacob Mussel (governador de Batavia de 1750 a 1761). L'estany fou transportat des de Linggi, Rembau i Kelang Selangor. El propòsit del fort fou recaptar taxes de l'estany que fou transportat des de Linggi, Rembau i Kelang Selangor. L'1 de gener de 1758 holandesos i bugis van signar un tractat a Fort Philippa que va permetre als holandesos imposar el seu control a la zona: Linggi i Rembau foren cedides a la VOC. El 1758 a Pulau Gontong a la desembocadura del riu Siak els holandesos van construir un altre fort per controlar el comerç d'estany però el 1765 aquest fort fou abandonat, ja que a causa de les bones relacions entre la VOC i Siak feia innecessària aquesta instal·lació; el 1759 també fou abandonat el fort de Linggi. Quan l'economia començava a prosperar van aparèixer els britànics que des de la dècada de 1750 comerciaven a Riau i el 1781 van ocupar la factoria holandesa de Perak; finalment el 1786 els britànics van establir una base a Penang.
Per evitar l'ocupació britànica, els holandesos van atacar Riau el 29 d'octubre de 1784 i van derrotar els bugis. El sulta Mahmud III va haver de signar un tractat pel qual cedia Riau i es posava sota protectorat holandès posant així fi de fet a la independència de Johore; es va establir un fort holandès a Tanjung Pinang (Riau). A la península Malaia els estats de Johore, Selangor, Perak, Trengganu i Pahang van esdevenir territoris holandesos protegits i la VOC va passar a dominar per complet l'Estret.
Durant les guerres Napoleòniques, a l'agost de 1795 el governador holandès Abraham Couperus van entregar Malacca a la Companyia Britànica de les Índies Orientals; sota el seu govern els britànics van enderrocar la fortalesa de Malaca; finalment ale 1818, ja acabades les guerres, els britànics van retornar Malacca al regne d'Holanda segons el que s'havia pactat en el Tractat de Viena (1815). El 17 de març de 1824 es va signar el tractat angloholandès de Londres pel qual els britànics entregaven la seva factoria de Bencoolen (Bengkolen a Sumatra) i annexos als holandesos a canvi de la península Malaia. El 9 d'abril de 1825 els holandesos van entregar Malaca.

## Administració de Malaca

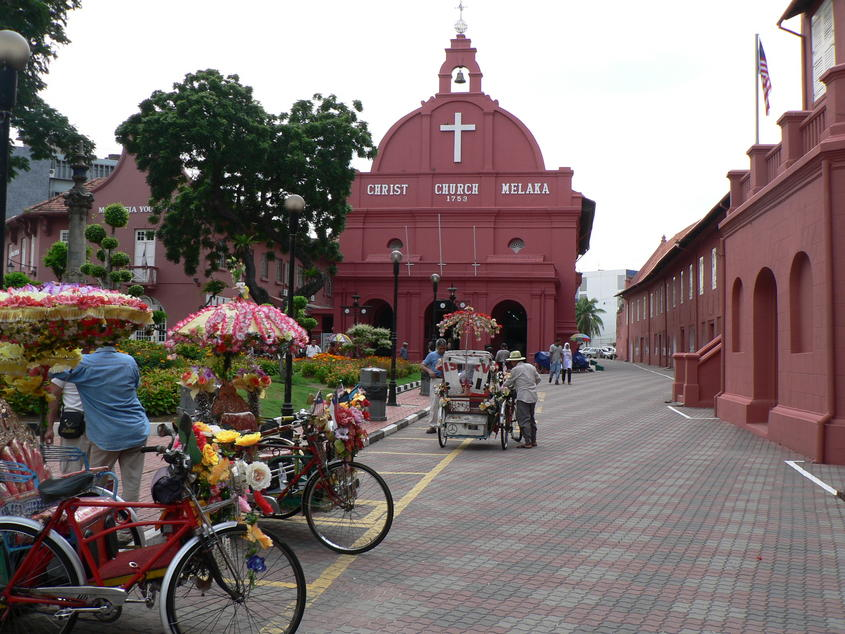
La Plaça holandesa, amb l'església de Crist (construïda el 1753) i el Stadthuys (dreta).

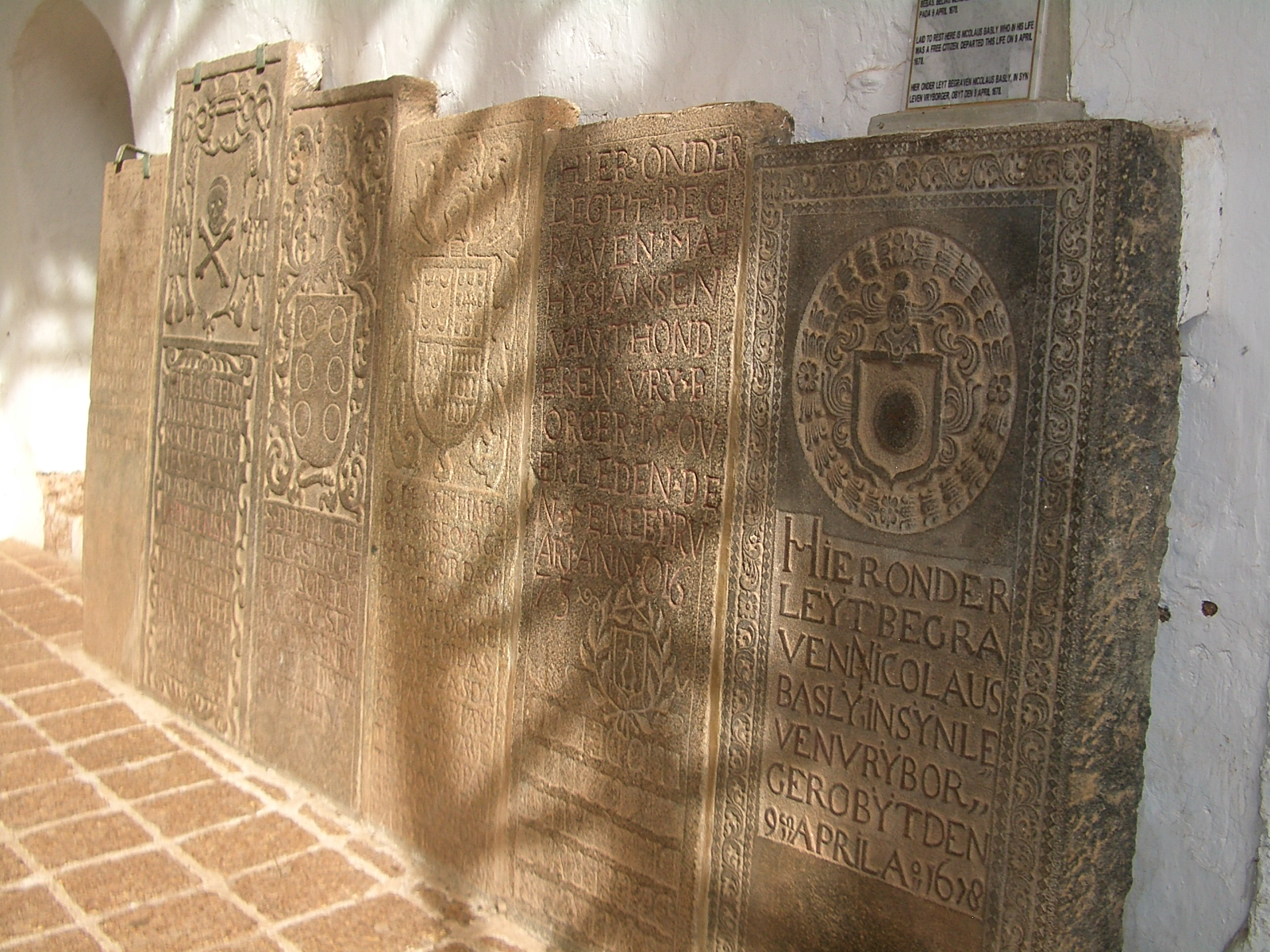
Tomba holandesa a l'església en ruïnes de Sant Pau

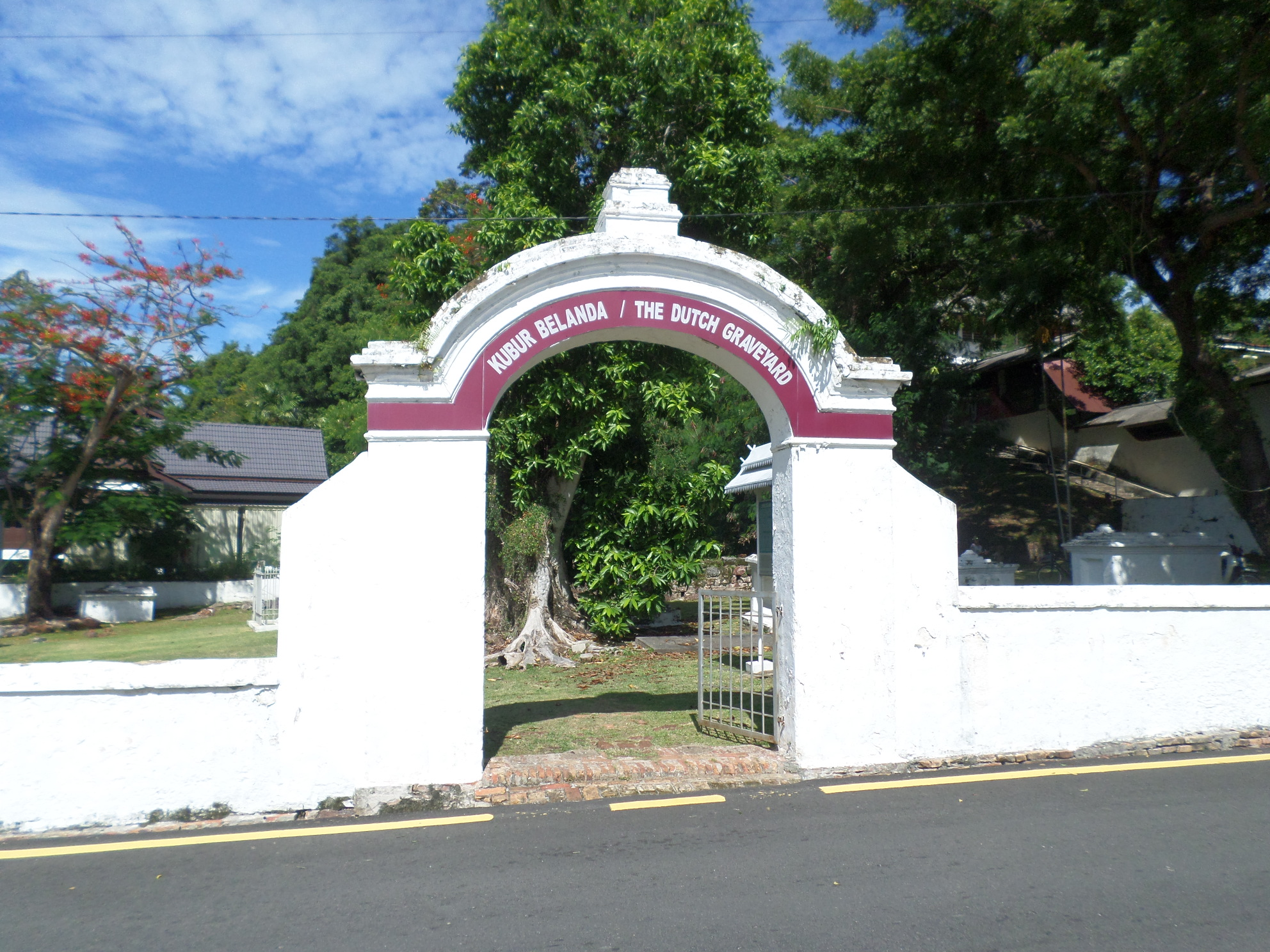
Tomba holandesa

Malaca va ser controlada com a colònia administrada per la Companyia (VOC). Tots els administradors de Malaca foren governadors holandesos excepte el període breu en què la ciutat va estar sota residents britànics durant les Guerres de Napoleó. Els governadors i llista de residents és la següent:

### Governadors de Malaca
| Governadors                        | Des de | Fins |
| ---------------------------------- | ------ | ---- |
| Johan van Twist                    | 1641   | 1642 |
| Jeremias van Vliet                 | 1642   | 1645 |
| Arnout de Vlamingh van Oudtshoorn  | 1645   | 1646 |
| Jan Thyszoon Payart                | 1646   | 1662 |
| Jan Anthonisz van Riebeeck         | 1662   | 1665 |
| Balthasar Bort                     | 1665   | 1679 |
| Jacob Joriszoon Pits               | 1679   | 1680 |
| Cornelis van Quaelberg             | 1680   | 1684 |
| Nikolaas Schaghen                  | 1684   | 1686 |
| Dirk Komans                        | 1686   | 1686 |
| Thomas Slicher                     | 1686   | 1691 |
| Dirk Komans (segona vegada)        | 1691   | 1692 |
| Gelmer Vosberg                     | 1692   | 1697 |
| Goevert van Hoorn                  | 1697   | 1700 |
| Bernhard Phoonsen                  | 1700   | 1704 |
| Johan Grotenhuys (interí)          | 1704   | 1704 |
| Karel Bolner                       | 1704   | 1707 |
| Pieter Rooselaar                   | 1707   | 1709 |
| Willem Six                         | 1709   | 1711 |
| Willem Moerman                     | 1711   | 1717 |
| Herman van Suchtelen               | 1717   | 1726 |
| Johan Frederik Gobius              | 1726   | 1730 |
| Pieter Rochus Pasques de Chavonnes | 1730   | 1735 |
| Roger de Lavez                     | 1735   | 1741 |
| Willem Bernard Albinus             | 1741   | 1748 |
| Pieter van Heemskerk               | 1748   | 1753 |
| Willem Dekker                      | 1753   | 1758 |
| David Boelen                       | 1758   | 1764 |
| Thomas Schippers                   | 1764   | 1771 |
| Jan Crans                          | 1771   | 1775 |
| Pieter Gerardus de Bruijn          | 1775   | 1788 |
| Abraham Couperus                   | 1788   | 1795 |

| Residents                                   | Des de | Fins |
| ------------------------------------------- | ------ | ---- |
| Archibald Brown                             | 1795   | 1795 |
| Thomas Parr                                 | 1795   | 1796 |
| Richard Tolson                              | 1796   | 1797 |
| David Campbell                              | 1797   | 1798 |
| Aldwell Taylor                              | 1798   | 1803 |
| Willem Jacob Cranssen (Governador holandès) | 1802   |      |
| William Farquhar                            | 1803   | 1818 |

| Governors                      | From | Until |
| ------------------------------ | ---- | ----- |
| Jan Samuel Timmermann Thijssen | 1818 | 1822  |
| Adriaan Koek (interí)          | 1822 | 1824  |
| Hendrik Stephanus van Son      | 1824 | 1825  |

## Ciutat i castell de Malaca

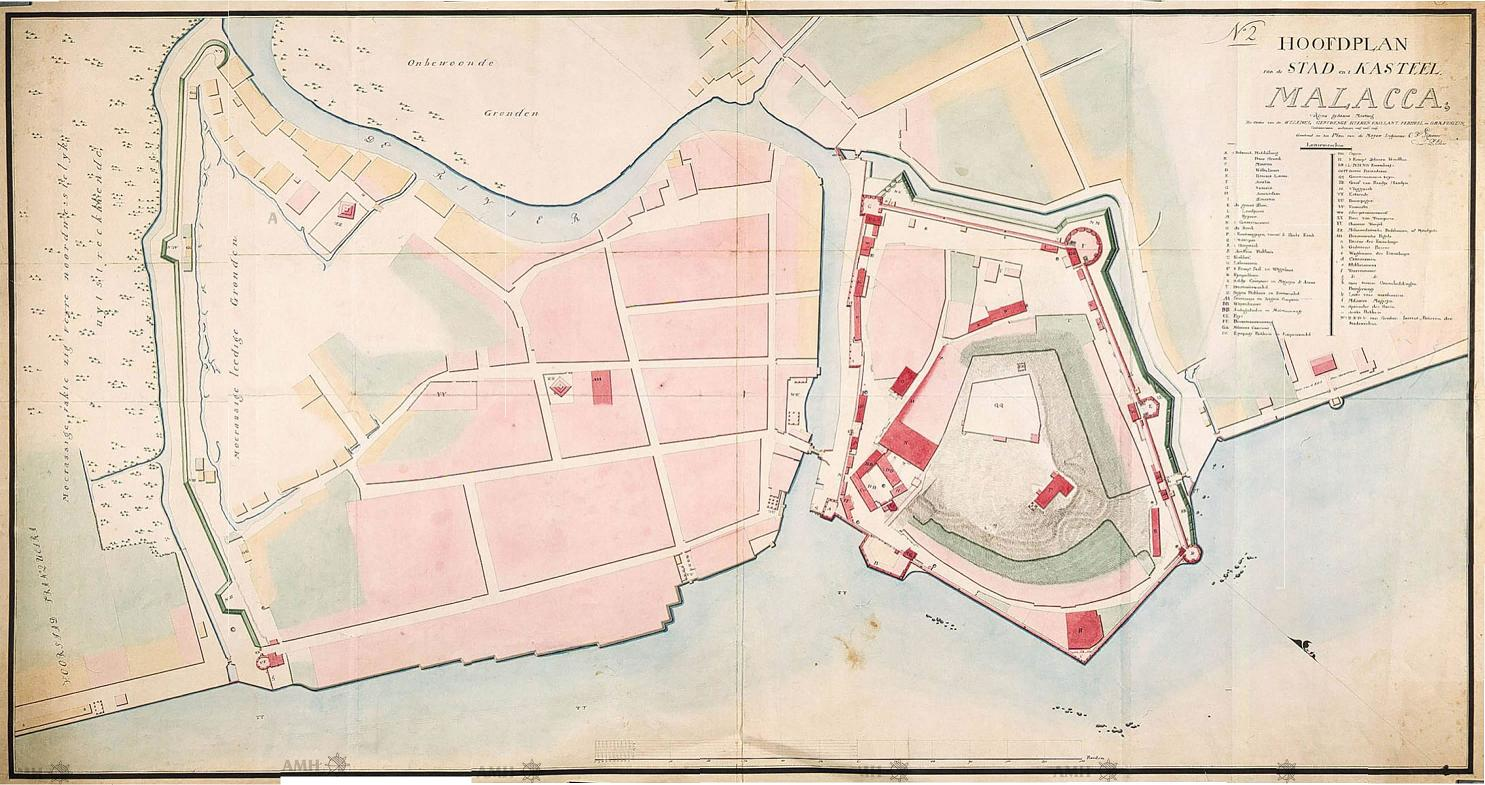
La ciutat i fortalesa de Malaca (1780)

Els holandesos van millorar i van expandir la fortalesa portuguesa i van construir parets per protegir el port i la ciutat engrandida. Durant el seu govern de la ciutat fou també cionstruida la famosa sala o Stadthuys el qual encara existeix avui dia.